# Literatura sangam

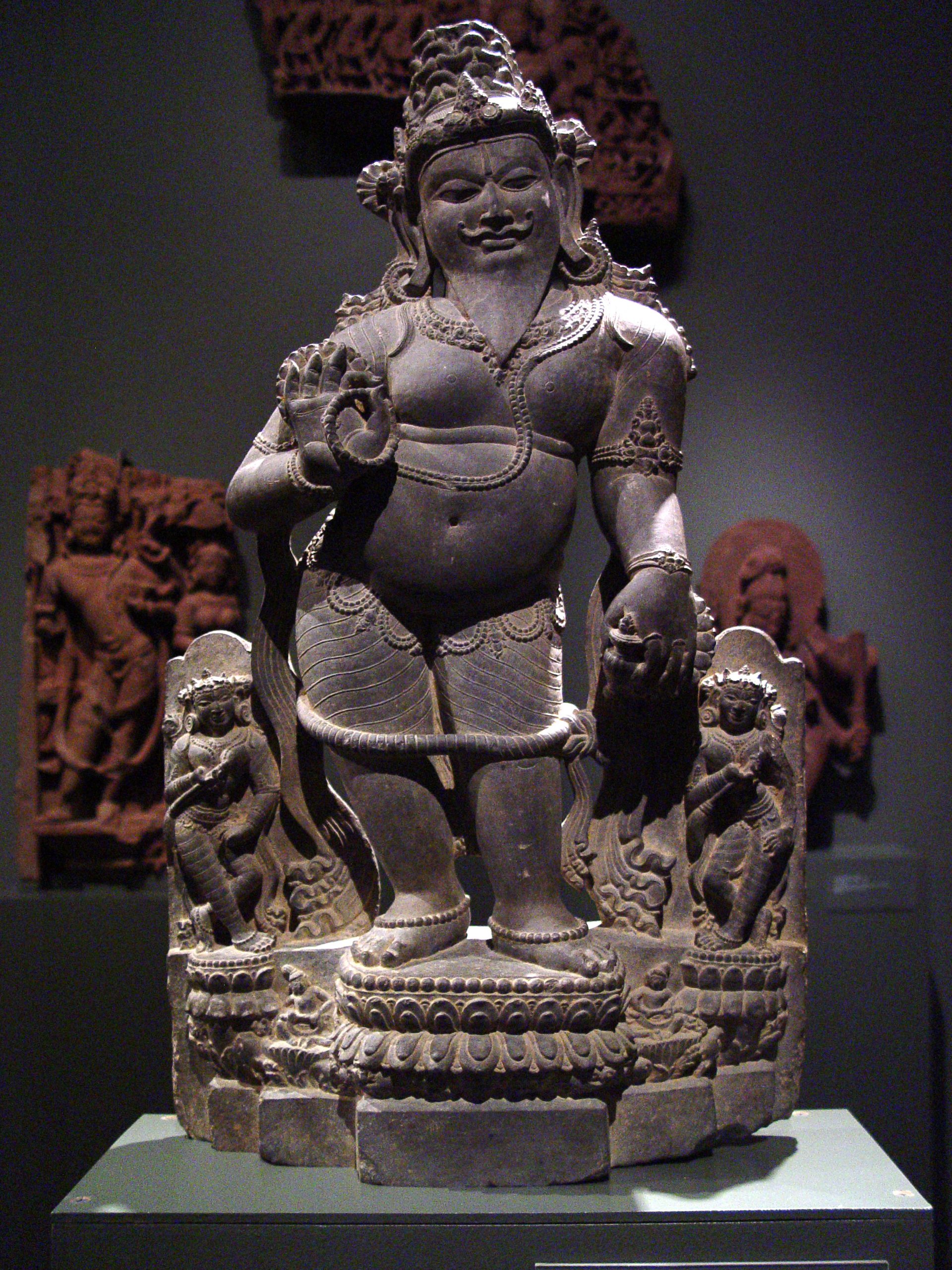
Agastia presidente de las primeras asambleas de Tamil Sangams, Madurai, en la dinastía Pandya.

La literatura sangam (tamil: சங்க இலக்கியம், Sanga ilakkiyam) es la antigua literatura tamil del período en la historia del sur de la India conocida como la era Sangam que abarca desde circa 300 a. C. a 300 d. C. Esta colección contiene 2381 poemas en tamil compuestos por 473 poetas, de los cuales 102 permanecen en el anonimato. La mayor parte de la literatura de sangam disponible es del Tercer Sangam, este período se conoce como el período de Sangam, que se refiere a las leyendas sangam prevalecientes que reclaman las academias literarias, y que duran miles de años, dando el nombre al corpus de la literatura. Irayanaar Agapporul datado en el 750 a. C. para la primera en las leyendas de Sangam. Una inscripción de principios del siglo X mostraba los primeros logros de los reyes Pandya en establecer un Sangam en Madurai. La literatura de sangam es principalmente secular y trata temas cotidianos en un contexto de Tamiḻakam. Los únicos poemas religiosos más cortos ocurren en Paripaatal. El resto del corpus de la literatura de Sangam se ocupa de las relaciones humanas y las emociones.
Los poemas pertenecientes a la literatura de Sangam fueron compuestos por poetas tamiles, tanto hombres como mujeres, de diversas profesiones y clases de sociedad. Estos poemas fueron recopilados posteriormente en varias antologías, editados, y con colofones añadidos por antropólogos y anotadores alrededor del año 1000. Esta literatura desapareció de la memoria popular poco después, hasta que fueron redescubierta en el siglo XIX por académicos como Arumuga Navalar, CW Thamotharampillai y UV Swaminatha Iyer.
La literatura de Sangam aborda temas emocionales y materiales como el amor, la guerra, el gobierno, el comercio y el duelo. Algunos de los más grandes eruditos tamiles, como Tiruvalluvar, que escribió sobre ética y sobre varios temas de la vida como la virtud, la riqueza y el amor, o el poeta tamil Mamulanar, que exploró incidentes históricos que sucedieron en la India, vivieron durante el período Sangam.

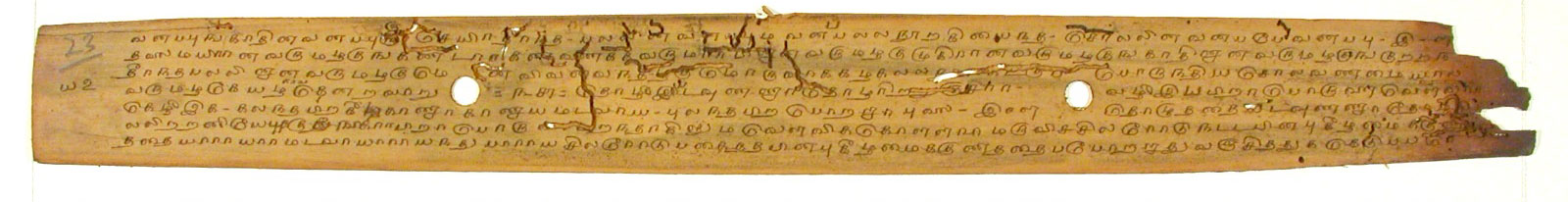
Un manuscrito de hoja de palma con antiguo texto tamil.Fueron transcritos sobre hojas de palma y hasta la modernidad no se trasladaron a otros soportes.

El indologo Kamil Zvelebil cita a AK Ramanujan: «En su antigüedad y en su contemporaneidad, no hay mucho más en la literatura india que estos silenciosos y dramáticos poemas tamiles. En sus valores y postura, representan una poesía clásica madura: la pasión está equilibrada por cortesía, transparencia con matices de diseño y por ironías, impersonalidad por detalles vívidos, austeridad de línea por riqueza de implicación. Estos poemas no son las únicas primeras pruebas del genio tamil.»

## Clasificación
La literatura disponible de este período fue clasificada y compilada en el siglo X en dos categorías de acuerdo, aproximadamente en su cronología. Las categorías son Patiṉeṇmēlkaṇakku («series de 18 antologías principales») que comprende el Ettuttogai («ocho antologías»") y el Pattuppāṭṭu («diez idilios») y la segunda categoría consistente en el Patiṉeṇkīḻkaṇakku («series de 18 antologías menores»). Estos dos términos Ettuttogai y Pattuppattu aparecieron por primera vez en comentarios literarios entre los siglos XI y XIV.
Los poemas de Sangam se dividen en dos géneros literarios: el «campo interno» (agam - அகம்), y el «campo externo» (puṟam - புறம்) como se describe incluso en la primera gramática tamil disponible, el Tolkāppiyam.
Los temas del «campo interno» se refieren a aspectos personales o humanos, como el amor y las relaciones íntimas, y se abordan de forma metafórica y abstracta. Los temas del «campo exterior» discuten todos los otros aspectos de la experiencia humana como el heroísmo, el coraje, la ética, la benevolencia, la filantropía, la vida social y las costumbres. La división en agam y puram no es rígida, sino que depende de la interpretación utilizada en un contexto específico. Los textos del Ettuttogai se consideran portadores de información histórica, social y cultural de los antiguos tamiles

### PoemasAgamyPuram
Los poemas de Agam versan sobre la relación de amor entre un héroe y una heroína idealizados. Los protagonistas de los poemas son anónimos y provienen de una selección limitada de dramatis personae. Estos poemas toman la forma de un monólogo dramático de uno de los personajes involucrados en la trama. Por lo tanto, el poeta se queda atrás y deja que sus protagonistas hablen. En el caso de los poemas de Puram, sin embargo, el poeta habla con su propia voz y narra sobre una persona mencionada por su nombre. La poesía sirve al elogio de la persona nombrada y se trata de su generosidad como patrón, la excelencia de su país o sus éxitos militares. A pesar de las diferencias en el contenido, los poemas Agam y Puram forman una unidad debido a sus similitudes estilísticas.

## Corpus de texto
Para corpus de la literatura Sangam se reúnen en dos colecciones: la del Ettuttogai (எட்டுத்தொகை, «ocho antologías») y el pattuppaṭṭu (பத்துப்பாட்டு, pattuppāṭṭu «Diez idilios»). El primero contiene ocho antologías de poemas mayoritariamente cortos, el último es una colección de diez poemas individuales más largos. En total, el corpus de Sangam contiene 2381 poemas de longitudes muy diferentes (de 3 a 782 líneas). La mayoría de los poemas del corpus sangam se atribuyen a uno de los 473 poetas nombrados por su nombre; 102 poemas son anónimos. Mientras que algunos poetas son extremadamente productivos, como Kabilar con 253 poemas, únicamente se atribuye un poema a otros. Hay 16 poetas más productivos que son los responsables, de aproximadamente, la mitad de los poemas.
La literatura de Sangam ilustra el esquema de clasificación temática descrito por primera vez en el Tolkāppiyam. La clasificación relaciona las emociones involucradas en la poesía akam con un paisaje específico. Estos paisajes se llaman tiṇai (திணை) y son: kuṟiñci (குறிஞ்சி), regiones montañosas; mullai (முல்லை), bosques; marutam (மருதம்), tierra agrícola; neytal (நெய்தல்) regiones costeras; pālai (பாலை) desiertos. Además de los tiṇais basados en el paisaje, kaikkiLai y perunthinai se usan para el amor no solicitado y el amor inadecuado, respectivamente. Otros tiṇai similares pertenecen a los poemas puṟam, aunque estas categorías se basan en la actividad de la vida externa, pública y política y, especialmente, la llamada «vida de héroe» o textos heroicos.

### Los cinco paisajes (tinai)

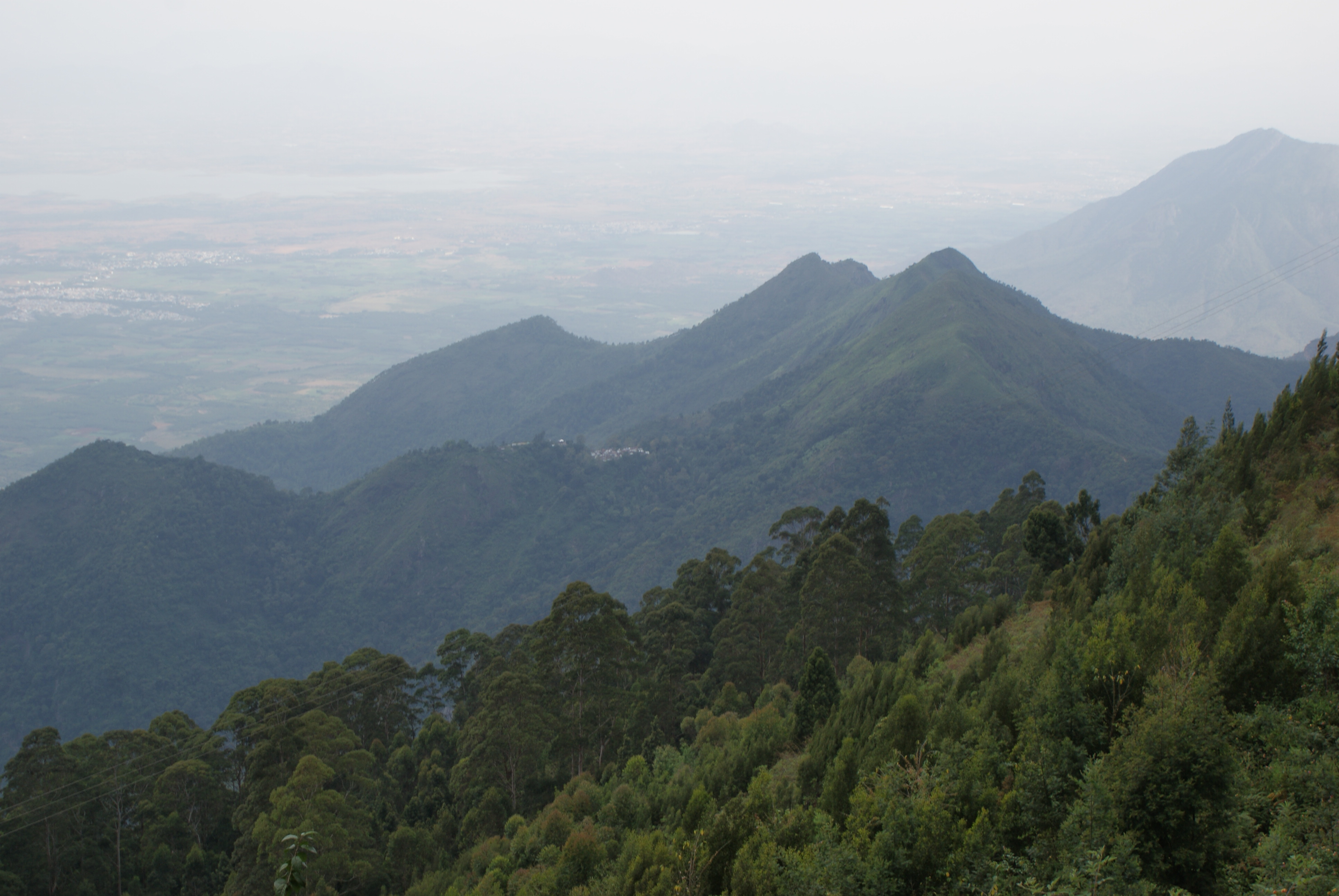
Montañas en Kodaikanal
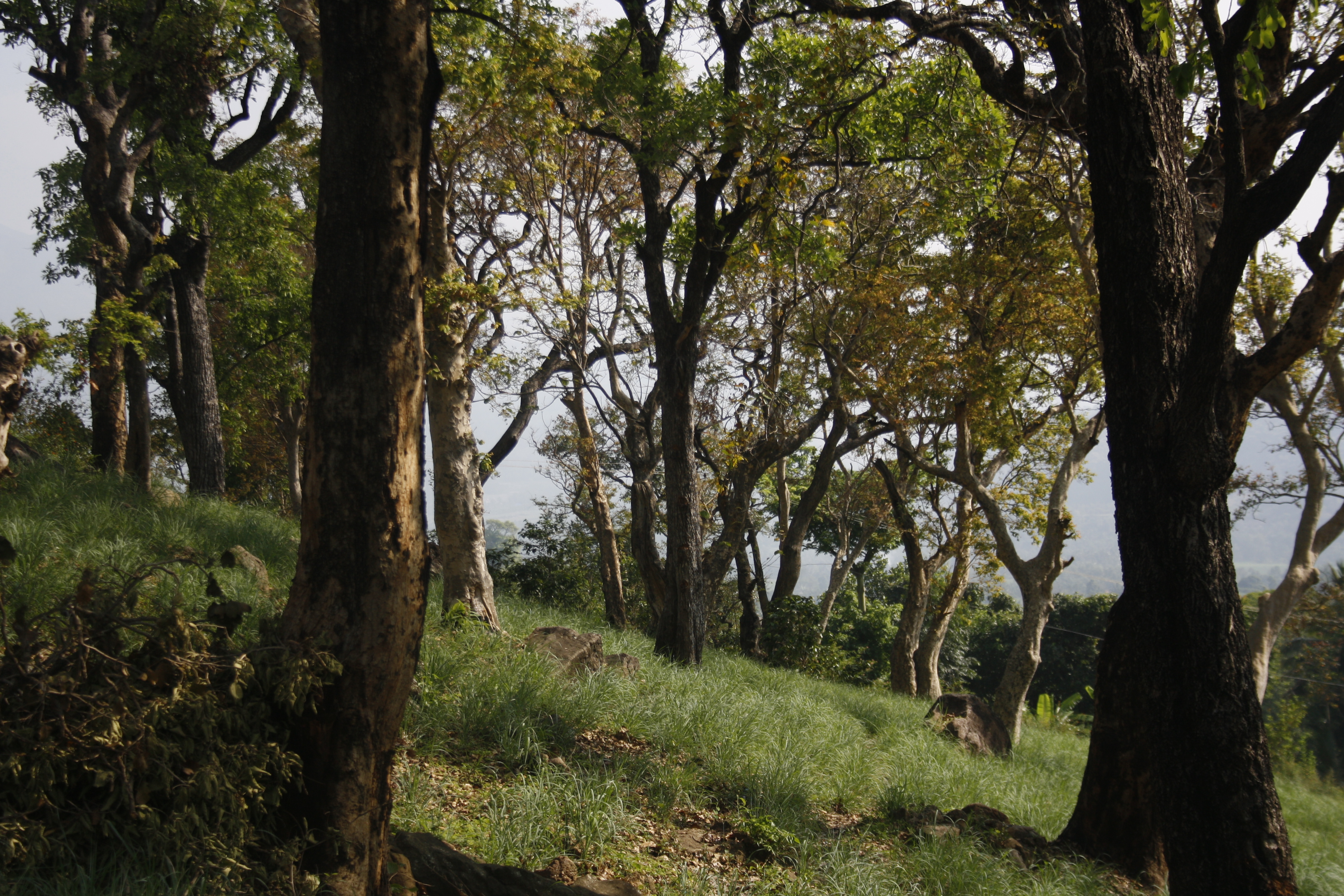
Bosque en Idukki
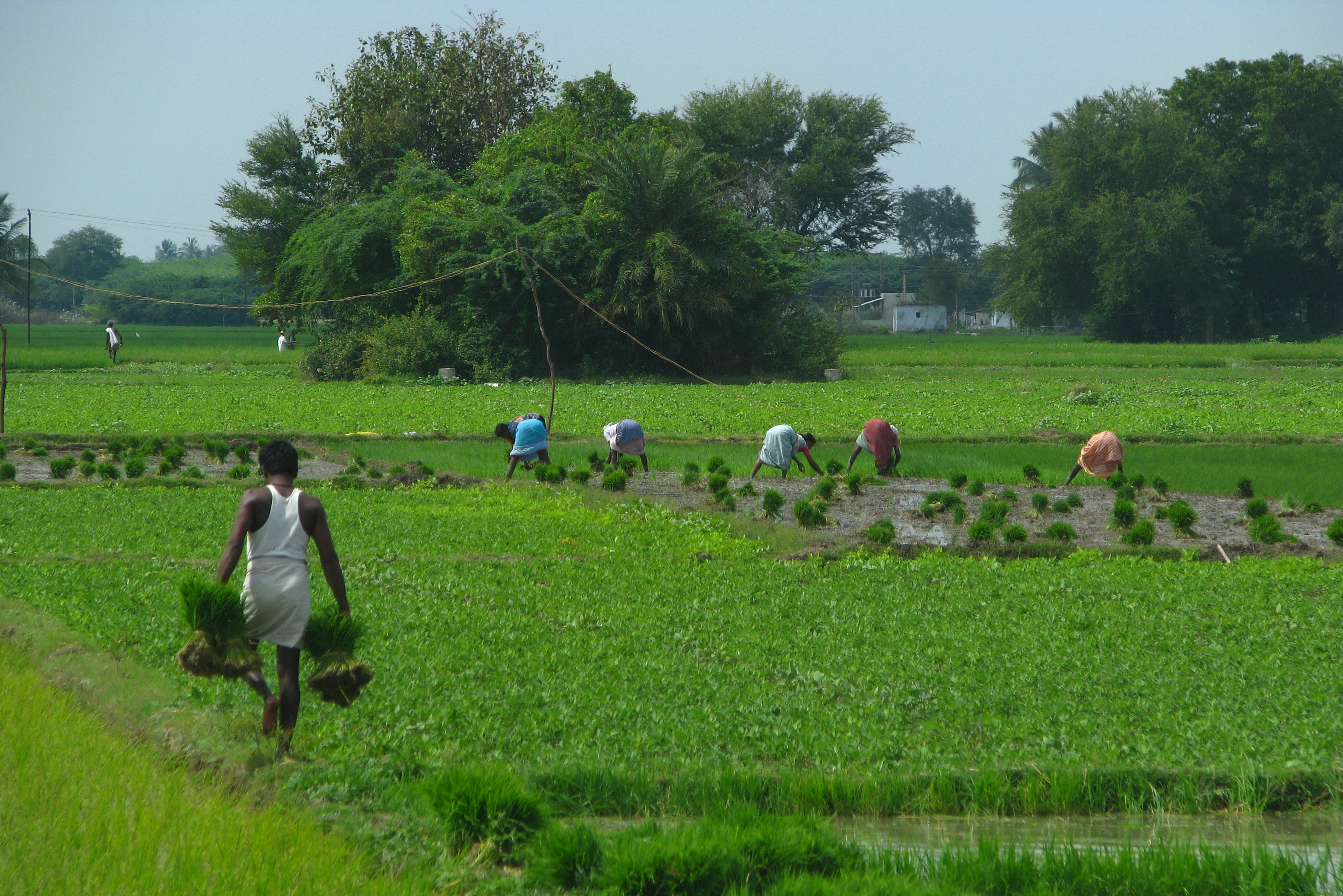
Tierras de cultivo, cerca de Kanchipuram
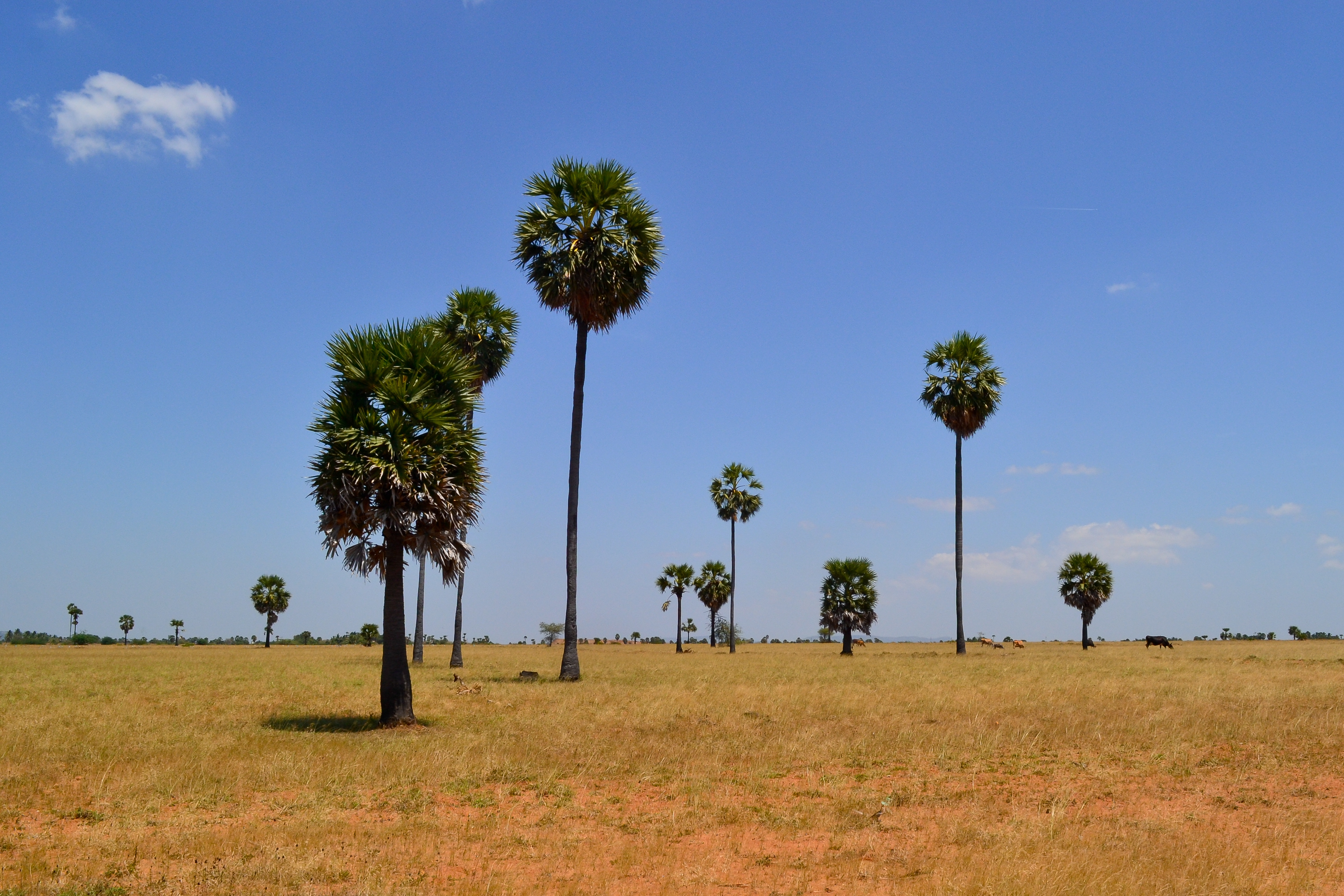
Páramos cerca de Tirunelveli
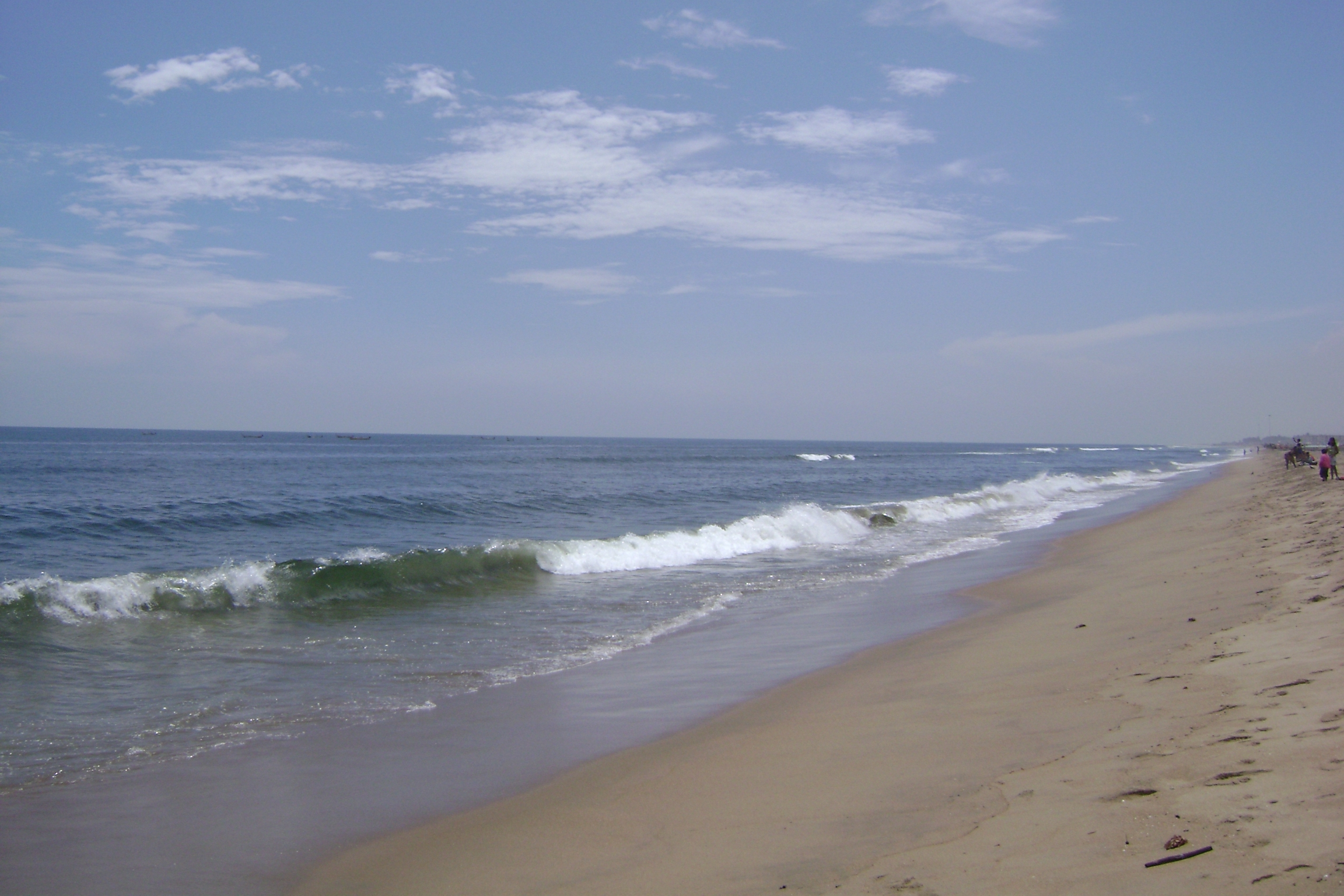
Costa marítima cerca de Chennai

Una característica de la antigua poesía amorosa tamil es el concepto de los «cinco paisajes» o «situaciones de amor», en Tamil Tinai (திணை, tiṇai). De acuerdo con esta convención, los niveles pictóricos y emocionales de la poesía están vinculados: un poema se reproduce en uno de los cinco paisajes, cada uno asociado con una situación de amor. El paisaje de montaña (kurinchi) representa la unión de los amantes, los pastos (mullai) la espera, las tierras de cultivo (marudam) la malversación e infidelidad, la costa (neydal) el sufrimiento y el desierto o páramo, (palai) la separación o la huida común de los amantes. Los paisajes tienen cada uno el nombre de una flor típica, además, de estar asociado con una serie de otros elementos típicos —plantas, animales y ocupaciones—. Así son el bambú, el árbol de Kino y la jaca plantas típicas del paisaje de montaña. Los animales son elefantes, tigres, monos y pavos reales, mientras que las personas en el paisaje de montaña cultivan mijo y van a cazar. El poeta tiene a su disposición un depósito de códigos simbólicos mediante los cuales puede asignar un poema a un tipo de paisaje específico y, por lo tanto, a una situación emocional específica. Además del paisaje, el tiempo también tiene un papel: especialmente el mullai que está vinculado a la temporada de lluvias y a la noche, además de los pastos.
Muchos poemas de amor Sangam contienen un recurso estilístico que en la tradición tamil se llama Ullurai (உள்ளுறை, uḷḷuṟai). Es una metáfora implícita que se expresa no directamente sino a través de la yuxtaposición de dos niveles de un poema. Esto generalmente se expresa por el hecho de que un poema contiene una descripción del paisaje que a primera vista parece no tener conexión con la trama principal. De hecho, la descripción del paisaje contiene un mensaje oculto que vincula los dos niveles del poema.

### Textos heroicos
Los textos heroicos narran las hazañas de miembros de tres dinastías: Chera, Chola y Pandya para alabar aquellos antepasados, que ya no están, pero que actuaron como héroes o modelos de los gobernantes actuales. Se justifica el poder del monarca, que debe ser generoso con sus súbditos, y se explica la conveniencia de determinadas instituciones, como las castas sociales o la castidad de las mujeres, ya que ambas contribuyen a la pureza. Las descripciones de lugares y objetos son bastante realistas y las gestas heroicas han servido de fuente histórica.
A diferencia de los poemas de amor, los textos heroicos no contienen solamente monólogos poéticos sino que alternan la voz de los protagonistas, que expresan emociones u opiniones, con descripciones de los hechos, que pueden aparecer en primera o en tercera persona. Esta alternancia hace que tengan un carácter más narrativo aunque predomine el lirismo común a toda la poesía sangam. Pueden incluir pasajes autónomos más reflexivos, sobre temas como el tempus fugit o la codicia como causa de guerras. Las escenas de batallas se describen con gran dramatismo, haciendo énfasis en las bajas y el dolor, aunque se alabe la valentía de sus participantes.

## Tamil Sangams
Según los compiladores de las obras de Sangam, como Nakkeeran, los Tamil Sangams eran academias, donde se cree que los poetas y los autores tamiles se reunían periódicamente para publicar sus obras. Las leyendas afirman que la dinastía Pandya de las ciudades míticas de Madurai Sur, Kapatapuram y Madurai, patrocinaron las tres Sangams. Algunos reyes de Pandya se encuentran mencionados en una serie de poemas en la literatura de Sangam. Entre ellos, Nedunjeliyan, y Mudukudimi Peruvaludi merecen una mención especial. Además de diversos poemas cortos encontrados en las colecciones de Akananuru y Purananuru, hay dos obras principales: Mathuraikkanci y Netunalvatai (en la colección de Pattupattu), que dan una idea de la sociedad y las actividades comerciales en el reino Pandyan durante la era de Sangam.
| Sangam  | Lugar de realización | Presidente                                                                   | Reino   | Libros                                       |
| ------- | -------------------- | ---------------------------------------------------------------------------- | ------- | -------------------------------------------- |
| Primero | Thenmadurai          | Agastya                                                                      | Pandiya | No hay libros supervivientes                 |
| Segundo | Kapatapuram          | organización primero: Agastya Después: Tolkāppiyar (un discípulo de Agastya) | Pandiya | Tolkāppiyam (autor - Tolkāppiyar)            |
| Tercero | Madurai              | Nakkeerar                                                                    | Pandiya | Cubre todo el corpus de la literatura Sangam |

## Redescubrimiento

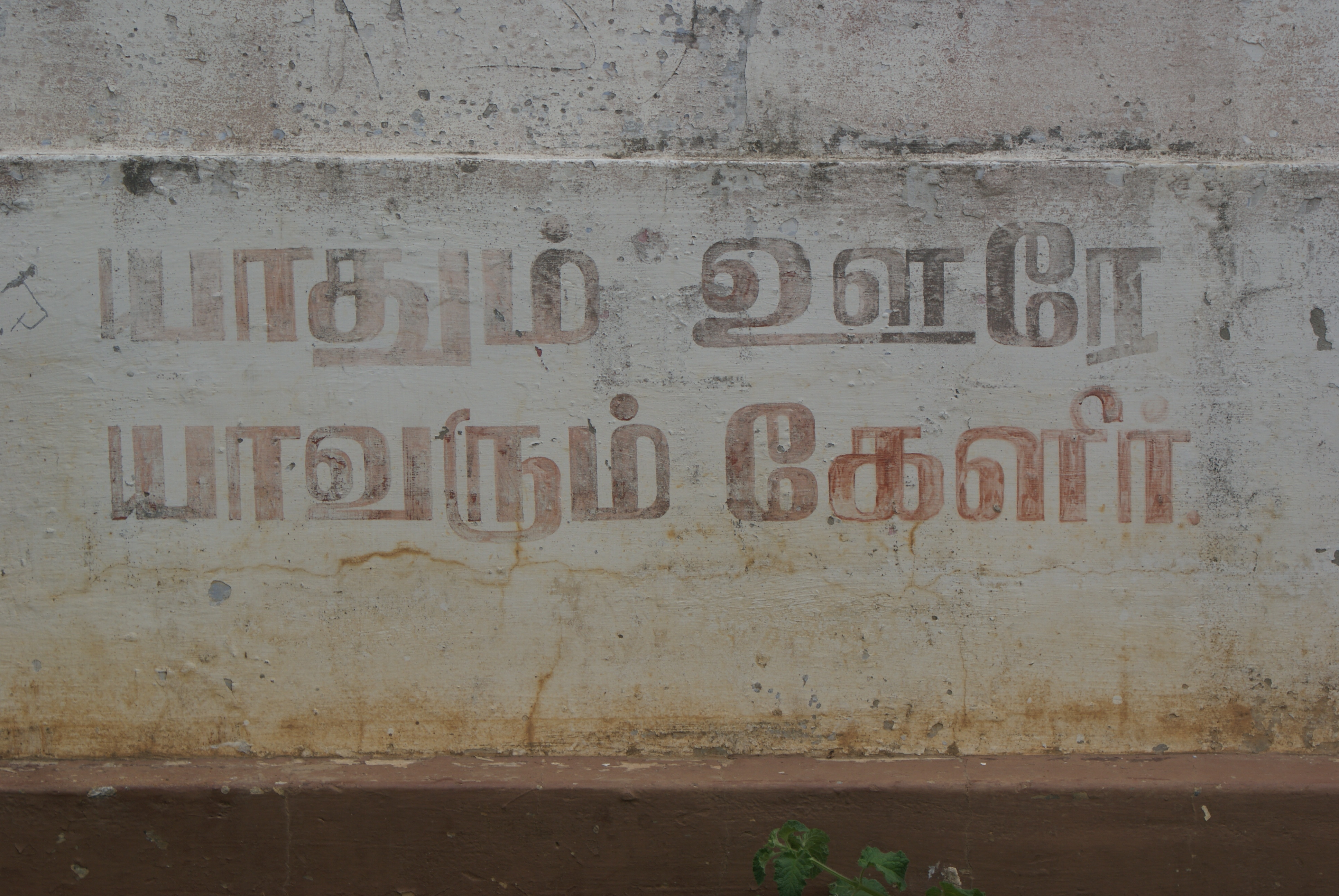
«Cada lugar es una ciudad natal, todas las personas son parientes»: cita del Purananuru (192), en un monumento en Jaffna (Sri Lanka)

Las obras de la literatura de Sangam se perdieron y se olvidaron durante varios siglos antes de que salieran a la luz por varios eruditos tamiles, como Arumuka Navalar, CW Thamotharampillai y UV Swaminatha Iyer. 
Recogieron y catalogaron minuciosamente numerosos manuscritos en diversas etapas del deterioro. Navalar y Pillai procedían de Jaffna. Navalar trajo el primer texto de Sangam en impresión; este fue el Thirumurukaattuppadai de Pattupattu, en 1851. Pillai editó el primero de las «ocho antologías» el Ettuttogai de los clásicos de Sangam, el Kaliththokai, en 1887. Swaminathaya publicó su primera edición del Pattupattu en 1889. Juntos, estos eruditos imprimieron y publicaron Tholkappiyam, Nachinarkiniyar urai (1895), Tholkappiyam Senavariyar urai, (1868), Manimekalai (1898), Silappatikaram (1889), Pattuppāṭṭu (1889), y Purananuru (1894), todos con comentarios eruditos. Publicaron más de 100 obras en total, incluidos poemas menores. JV Chellaiah, del Jaffna College —escuela privada en —Sri Lanka—, hizo toda la traducción del Pattuppāṭṭu al idioma inglés en 1945.